# The Divine Solution
The Divine Solution è un cortometraggio muto del 1912 diretto da Francis J. Grandon

## Produzione
Il film fu prodotto da Siegmund Lubin per la sua casa di produzione, la Lubin Manufacturing Company. Venne girato in Pennsylvania, a Filadelfia.

## Distribuzione
Distribuito dalla General Film Company, il film - un cortometraggio in una bobina - uscì nelle sale cinematografiche USA il 27 luglio 1912.